# وان بهچران
وان بهچران (به انگلیسی: Wan Bhachran) یک شهرک در پاکستان است که در ناحیه میانوالی واقع شده‌است. وان بهچران ۵۰٬۰۰۰ نفر جمعیت دارد.